# Памела Едлон
Памела Фіона Едлон (англ. Pamela Adlon, уроджена Сеґалл, нар. 9 липня 1966) — американська акторка, звукорежисерка, сценаристка, продюсерка та режисерка. Вона озвучила Бобі Гілла в анімаційному комедійному серіалі «Король гори» (1997—2010), за що отримала прайм-тайм премію «Еммі», Ешлі Спінеллі в анімаційному комедійному серіалі «Канікули» (1997—2003) і титульного персонажа з серії відеоігор Pajama Sam. Едлон також відома роллю Долорес у музичному фільмі Grease 2 (1982), а також роллю в комедійному драматичному серіалі Секс і Каліфорнія (2007—2014) і Луї (2010—2015), де вона була також сценаристкою та продюсеркою. Робота над Луї принесла їй чотири номінації на прайм-тайм премію «Еммі».
Едлон грає Сем Фокс в комедійному серіалі Better Things на каналі FX з 2016 року, на цьому проєкті вона також є співавторкою, сценаристкою та режисеркою. Серіал отримав премію «Пібоді» і двічі був номінований на прайм-тайм премію «Еммі» у номінації за роль найкращої головної акторки в комедійному серіалі.

## Раннє життя
Памела Сеґалл народилася в Олбані, Нью-Йорк. Вона є донькою Марини Л. і Дональда Максвелла Сегалла (1933—1994), який був письменником-продюсером телекомедій, автором коміксів і науково-фантастичних романів. Її батько був продюсером Dave Garroway Show, яке згодом стало AM New York, а потім The Today Show. Він був клерком в NBC з Джилем Кейтсом і писав еротичну фантастику під різними псевдонімами, включаючи Троя Конвея. Батько був з Бостона, штат Массачусетс, а мати — англійкою. Її батько народився в єврейській сім'ї, а її мати спершу була англіканкою, проте згодом прийняла юдаїзм. Едлон розповіла, що її батьки зустрілися на засіданні Організації Об'єднаного Сервісу (анг. USO) в Парижі.
Дитиною жила в Карнегі-Гаусі на Західній 57-й вулиці, 100. Вона разом зі сім'єю жила між двома узбережжями, постійно мігруючи між Лос-Анджелесом і Нью-Йорком, адже батько був письменником та телевізійним продюсером. 
Почала виступати у 9 років; один із друзів її батька був власником радіостудії, і саме там вона почала практикувати вокал. У Лос-Анджелесі вона працювала на телебаченні та в кіно. Відвідувала коледж Сари Лоренс протягом одного семестру. Після переїзду в Лорел-Каньйон, Лос-Анджелес, вона мешкала по сусідству з Анною Ганн.

## Кар'єра
Едлон переконана, що вокал врятував її кар'єру. Наскільки успішними були її дитячі роки у ролі акторки, настільки важко їй було знайти себе у віці 20.
Найвідомішою роллю Едлон є Боббі Гілл в анімаційному телешоу Король гори, за яку вона отримала премію Еммі за озвучення у 2002 році. В цілому Едлон відома тим, що озвучує хлопчиків, хоча вона також озвучила двох героїнь: Маргарет «Муз» Пірсон в Пеппер Енн та Ешлі Спінеллі в Recess.
Серед помітних акторських ролей: роль Дівчини Джой в 1984 підлітковому фільмі Bad Manners, Келлі Аффінадо у The Facts of Life, Марсі Ранкл у Секс і Каліфорнія від Showtime, та Памели на телеканалі FX в Луї (в якому Едлон також є консалтинговою виробницею шоу).
Едлон була номінована на премію «Енні» за роль Отто Осворт у Загоні часу від Cartoon Network. У 2006—2007 роках вона озвучила Енді в мультиплікаційному серіалі Squirrel Boy від Cartoon Network і знялася в парі з Луї Сі Кеєм у ролі його дружини в короткотривалому шоу на HBO Щасливий Луї. Вона також зіграла друга Луї у шоу Луї, де з'являється в кожному сезоні, окрім третього. За свою роботу у 5-му сезоні вона отримала номінацію на прайм-тайм премію «Еммі» як видатна запрошена акторка в комедійному серіалі.
Едлон озвучила персонажа Pajama Sam у відеоіграх серії: Pajama Sam: No Need to Hide When It's Dark Outside, Pajama Sam 2: Thunder and Lightning Aren't So Frightening, Pajama Sam 3: You Are What You Eat from Your Head to Your Feet, та Pajama Sam's Games to Play on Any Day.
У 2015 році FX замовив пілотну серію Better Things — це комедія, яку Едлон створила та в якій зіграла головну героїню, котра виховує трьох доньок. Сюжет був написаний Едлон та Луї Сі Кеєм, який також був режисером. 7 серпня 2015 року було погоджено серіал з 10 епізодів. Шоу, прем'єра якого відбулася 8 вересня 2016 року, є напівавтобіографічним. Едлон отримала номінацію «Еммі» за видатну роль головної акторки в комедійному серіалі «Кращі речі».
Станом на грудень 2016 року вона озвучує Говарда Воловіца у Теорії великого вибуху.
Менеджер Дейв Беккі представляв Едлон до листопада 2017 року, допоки вона не звільнила його через участь у скандалі, пов'язаному із сексуальними домаганнями Луї Сі Кея.

## Особисте життя
У 1996 році одружилася з Феліксом О. Едлоном, сином німецького режисера Персі Едлона. Вони розлучилися в 2010 році і він згодом переїхав до Німеччини. У них є три доньки, також акторки: Одесса Едлон, Гедеон Едлон і Рокі Едлон, для яких Едлон є єдиною опікункою.
Едлон мешкає паралельно у Верхньому Вест-Сайді Мангеттену та Лос-Анджелесі.

## Фільмографія

### Фільми
| Назва                                        | Рік  | Роль                                            | Примітки                                                |
| -------------------------------------------- | ---- | ----------------------------------------------- | ------------------------------------------------------- |
| Grease 2                                     | 1982 | Dolores Rebchuck                                |                                                         |
| Bad Manners                                  | 1984 | Girl Joey                                       |                                                         |
| Willy/Milly                                  | 1986 | Willy/Milly Niceman                             |                                                         |
| Скажи хоч щось                               | 1989 | Ребека                                          |                                                         |
| Відьмина служба доставки                     | 1989 | Ket                                             | Voice English dub – Disney version                      |
| After Midnight                               | 1989 | Cheryl                                          | Segment: «Allison's Story»                              |
| The Gate II: Trespassers                     | 1990 | Liz                                             |                                                         |
| The Adventures of Ford Fairlane              | 1990 | Pussycat                                        |                                                         |
| FernGully: The Last Rainforest               | 1992 | Fairy #2                                        | Voice                                                   |
| Bed of Roses                                 | 1996 | Kim                                             |                                                         |
| Сержант Білко                                | 1996 | Sgt. Raquel Barbella                            |                                                         |
| Father Frost                                 | 1996 | Marphuska                                       |                                                         |
| Two Guys Talkin' About Girls                 | 1996 | Tracy                                           | Direct-to-video                                         |
| Plump Fiction                                | 1997 | Vallory Cox                                     |                                                         |
| Принцеса Мононоке                            | 1997 | Rice Seller, Iron Town Woman, additional voices | Voice English dub                                       |
| Eat Your Heart Out                           | 1997 | Samantha                                        |                                                         |
| Some Girl                                    | 1998 | Jenn                                            |                                                         |
| Waiting for Woody                            | 1998 |                                                 | Voice Short film                                        |
| Dirk and Betty                               | 2000 | Daisy                                           |                                                         |
| Vampire Hunter D: Bloodlust                  | 2000 | Leila                                           | Voice                                                   |
| Gen¹³                                        | 2000 | Additional voices                               | Voice Direct-to-video                                   |
| Recess: School's Out                         | 2001 | Ashley Spinelli                                 | Voice                                                   |
| The Trumpet of the Swan                      | 2001 | A.G. Skinner                                    | Voice                                                   |
| Net Worth                                    | 2001 |                                                 |                                                         |
| The Animatrix                                | 2003 | Jue, Manabu                                     | Voice Segments: «Final Flight of the Osiris» & «Beyond» |
| Brother Bear                                 | 2003 | Additional voices                               | Voice                                                   |
| Teacher's Pet                                | 2004 | Trevor, Taylor, Tyler                           | Voice                                                   |
| Lucky 13                                     | 2005 |                                                 |                                                         |
| Tinker Bell                                  | 2008 | Vidia                                           | Voice                                                   |
| Tinker Bell and the Lost Treasure            | 2009 | Vidia                                           | Voice Uncredited                                        |
| Tinker Bell and the Great Fairy Rescue       | 2010 | Vidia                                           | Voice                                                   |
| Conception                                   | 2011 | Tay                                             |                                                         |
| Secret of the Wings                          | 2012 | Vidia                                           | Voice                                                   |
| Dino Time                                    | 2012 | Ernie Fitzpatrick                               | Voice                                                   |
| 9 Full Moons                                 | 2013 | Rachel Stevens                                  |                                                         |
| I Know That Voice                            | 2013 | Herself                                         | Documentary                                             |
| Pixie Hollow Bake Off                        | 2013 | Vidia                                           | Voice Short film                                        |
| The Pirate Fairy                             | 2014 | Vidia                                           | Voice                                                   |
| Tinker Bell and the Legend of the NeverBeast | 2014 | Vidia                                           | Voice                                                   |
| First Girl I Loved                           | 2016 | Sharon                                          |                                                         |
| Best Fiends: Boot Camp                       | 2017 | Hank                                            | Voice Short film                                        |
| Best Fiends: Visit Minutia                   | 2017 | Hank                                            | Voice Short film                                        |
| I Love You, Daddy                            | 2017 | Maggie                                          |                                                         |
| Bumblebee                                    | 2018 | Sally Watson                                    | Film                                                    |
| Best Fiends: Fort of Hard Knocks             | 2018 | Bandit Slug                                     | Voice Short film                                        |

### Серіали
| Назва                                    | Рік             | Роль                                              | Примітки                                                   |
| ---------------------------------------- | --------------- | ------------------------------------------------- | ---------------------------------------------------------- |
| The Facts of Life                        | 1983–84         | Kelly Affinado                                    |                                                            |
| Night Court                              | 1984            | Andy, Stella                                      | Episode: «Bull Gets a Kid»                                 |
| E/R                                      | 1984–85         | Jenny Sheinfeld                                   |                                                            |
| The Redd Foxx Show                       | 1986            | Toni Rutledge                                     |                                                            |
| Wiseguy                                  | 1988            | Tanya Medley                                      |                                                            |
| Star Trek: The Next Generation           | 1989            | Oji                                               | Episode: «Who Watches The Watchers»                        |
| 21 Jump Street                           | 1989            | Dori the Psychic                                  |                                                            |
| Down the Shore                           | 1992            | Miranda                                           |                                                            |
| Rugrats                                  | 1992–2002       | Dean, Sticky, Wiseguy, Young Drew Pickles         | Voice                                                      |
| Jungle Cubs                              | 1996-1998       | Baloo                                             | Voice                                                      |
| Quack Pack                               | 1996            | Dewey                                             | Voice                                                      |
| Bobby's World                            | 1996–98         | Derek Generic                                     | Voice                                                      |
| Recess                                   | 1997–2001       | Ashley Spinelli                                   | Voice                                                      |
| Pepper Ann                               | 1997–2000       | Moose Pearson, Sean, additional voices            | Voice                                                      |
| King of the Hill                         | 1997–2009       | Bobby Hill, Clark Peters, Chane Wassonasong       | Voice                                                      |
| 101 Dalmatians: The Series               | 1997–98         | Lucky                                             | Voice; 42 episodes                                         |
| The Big Guy and Rusty the Boy Robot      | 1999–2003       | Rusty                                             | Voice                                                      |
| Teacher's Pet                            | 2000            | Tyler, Tayler, Trevor                             | Voice                                                      |
| The Wild Thornberrys                     | 2001            | Tano                                              | Voice Episode: «Cheetahs Never Prosper»                    |
| The Oblongs                              | 2001            | Milo Francis Oblong, Jared Klimer, The Debbies    | Voice                                                      |
| Time Squad                               | 2001–03         | Otto Osworth                                      | Voice                                                      |
| Teamo Supremo                            | 2002–04         | Scooter Lad                                       | Voice                                                      |
| Jakers! The Adventures of Piggley Winks  | 2003            | Hector MacBadger                                  | Voice                                                      |
| What's New, Scooby-Doo?                  | 2003            | Billy Blather/Janey                               | Voice Episode: «High-Tech House of the Future»             |
| All Grown Up!                            | 2003–07         | Sean Butler                                       | Voice                                                      |
| Bratz                                    | 2005            | Roberta                                           | Voice                                                      |
| Danger Rangers                           | 2005–06         | Carl, Martin                                      | Voices                                                     |
| Lilo &amp; Stitch: The Series            | 2006            | Ashley Spinelli                                   | Voice Episode: «Lax: Experiment #285»                      |
| Lucky Louie                              | 2006            | Kim                                               |                                                            |
| Squirrel Boy                             | 2006–07         | Andy Johnson                                      | Voice                                                      |
| El Tigre: The Adventures of Manny Rivera | 2007-08         | Tattoo, Marni                                     | Voice                                                      |
| Boston Legal                             | 2007–08         | Attorney Emma Path                                |                                                            |
| Californication                          | 2007–14         | Marcy Runkle                                      |                                                            |
| WordGirl                                 | 2007–14         | Eileen, aka The Birthday Girl                     | Voice                                                      |
| The Drinky Crow Show                     | 2008–09         | Mademoiselle DeBoursay, Claire, additional voices | Voice                                                      |
| Monk                                     | 2009            | Sarah Longson                                     | Episode: «Mr. Monk On Wheels»                              |
| True Jackson, VP                         | 2010            | Babs                                              | Episode: «Little Buddies»                                  |
| Ben 10: Alien Force                      | 2010            | Kevin's Mom                                       | Voice Episode: «Vendetta»                                  |
| Pound Puppies                            | 2010–13         | Gwen, various characters                          | Voice                                                      |
| Phineas and Ferb                         | 2010–13         | Melanie                                           | Voice                                                      |
| Zevo-3                                   | 2010–11         | Angel                                             | Voice                                                      |
| Louie                                    | 2010–11 2014–15 | Pamela                                            | Also writer and producer                                   |
| The Mighty B!                            | 2011            | Murdock                                           | Episode: Gorilla's in the Misdt                            |
| Love Bites                               | 2011            | Colleen Rouscher                                  | Pilot episode                                              |
| Mongo Wrestling Alliance                 | 2011            | Acid Alice Kleberkuh                              | Voice                                                      |
| Eric Kaplan's Sketch World               | 2011            | Various characters                                | Voice                                                      |
| The Problem Solverz                      | 2011            | Sweetie Creamie, Danny                            | Voice                                                      |
| Beavis and Butt-Head                     | 2011            | Additional voices                                 | Voice                                                      |
| Unsupervised                             | 2011            | One-Eyed Donnie                                   | Voice Episode: «Field of Dreams… and Dogs»                 |
| Kung Fu Panda: Legends of Awesomeness    | 2011            | Fang                                              | Voice Episode: «Challenge Day»                             |
| ThunderCats                              | 2012            | Pumyra, additional voices                         | Voice                                                      |
| Parenthood                               | 2012            | Marlyse                                           |                                                            |
| Bob's Burgers                            | 2012–16         | Olsen Benner, Kristi, Teenage Girl #1             | Voice                                                      |
| Out There                                | 2013            | Joanie Novak, Henrietta Miller                    | Voice                                                      |
| Uncle Grandpa                            | 2013            | Mary                                              | Voice Episode: «Driver's Test»                             |
| Jake and the Never Land Pirates          | 2013–present    | Vidia                                             | Voice                                                      |
| Sofia the First                          | 2014            | Rosey                                             | Voice                                                      |
| Rake                                     | 2014            | Glenn Shepard                                     |                                                            |
| TripTank                                 | 2014–16         | Donnie, Wanda, Tina, additional voices            | Voice                                                      |
| Stone Quackers                           | 2015            | Binky, Mean Cop, Hawk                             | Voice                                                      |
| Teen Titans Go!                          | 2015            | Rose Wilson                                       | Voice Episodes: «Cool School» and «Operation: Dude Rescue» |
| Penn Zero: Part-Time Hero                | 2015            | Drab Lieutenant                                   | Voice Episode: «It's a Colorful Life»                      |
| Playing House                            | 2015            | Pam                                               | Episode: «Celebrate Me Scones»                             |
| Guardians of the Galaxy                  | 2015            | Ma Raccoon, Sis Raccoon                           | Voice Episode: «We Are Family»                             |
| Adventure Time                           | 2015–16         | Gunther                                           | Voice                                                      |
| Mr. Pickles                              | 2016            | Mary                                              | Voice                                                      |
| Sanjay and Craig                         | 2016            | Chido                                             | Voice                                                      |
| Milo Murphy's Law                        | 2016            | Brigette Murphy                                   | Voice                                                      |
| Better Things                            | 2016–2022       | Sam                                               | Also creator                                               |
| The Loud House                           | 2016–present    | Tabby                                             | Voice                                                      |
| The Big Bang Theory                      | 2016–17         | Halley                                            | Voice                                                      |
| Lego Star Wars: The Freemaker Adventures | 2017            | Elan / Ymojin                                     | Voice Episode: «The Lost Crysals of Qalydon»               |
| Jeff &amp; Some Aliens                   | 2017            | Various characters (voice)                        | Voice Episode: «Jeff & Some Love Simulations»              |

### Відеоігри
| Назва                                 | Рік       | Роль                   | Примітки                                                                            |
| ------------------------------------- | --------- | ---------------------- | ----------------------------------------------------------------------------------- |
| Pajama Sam                            | 1996–2000 | Pajama Sam             | Voice                                                                               |
| Fallout                               | 1997      | Nicole                 | Voice                                                                               |
| Grim Fandango                         | 1998      | Carla, Pugsy           | Voice                                                                               |
| Arthur's Thinking Games               | 1999      | Arthur Read            | Voice                                                                               |
| Arthur's Reading Games                | 2000      | Arthur Read            | Voice                                                                               |
| Escape from Monkey Island             | 2000      | Dainty Lady Figurehead | Voice                                                                               |
| Run Like Hell                         | 2002      | Jinx                   | Voice                                                                               |
| LeapFrog series                       | 2002–03   | Leap                   | Voice for the 2002 Phonics Program Series and 2003's Fiesta in the House/Town books |
| Final Fantasy X-2                     | 2003      | Shinra                 | Voice                                                                               |
| Chicken Little                        | 2005      | Abby Mallard           | Voice; replacing Joan Cusack                                                        |
| Lightning Returns: Final Fantasy XIII | 2013      | Additional voices      | Voice                                                                               |

## Нагороди та номінації
| Рік  | За роботу     | Категорія          | Результат | Примітки |
| ---- | ------------- | ------------------ | --------- | -------- |
| 2016 | Better Things | Area of Excellence | Перемога  | [ 28 ]   |

### Прайм-тайм премія «Еммі»
| Рік  | За роботу                         | Категорія                                                              | Результат | Примітки |
| ---- | --------------------------------- | ---------------------------------------------------------------------- | --------- | -------- |
| 2002 | King of the Hill: Bobby Goes Nuts | Outstanding Voice-Over Performance                                     | Перемога  | [ 29 ]   |
| 2013 | Louie                             | Outstanding Writing for a Comedy Series for Daddy's Girlfriend, Part 1 | Номінація | [ 29 ]   |
| 2014 | Louie                             | Outstanding Comedy Series                                              | Номінація | [ 29 ]   |
| 2015 | Louie                             | Outstanding Comedy Series                                              | Номінація | [ 29 ]   |
| 2015 | Louie                             | Outstanding Guest Actress in a Comedy Series                           | Номінація | [ 29 ]   |
| 2017 | Better Things                     | Outstanding Lead Actress in a Comedy Series                            | Номінація | [ 29 ]   |
| 2018 | Better Things                     | Outstanding Lead Actress in a Comedy Series                            | Номінація | [ 29 ]   |

### Премія Гільдії сценаристів Америки
| Рік  | За роботу     | Категорія          | Результат | Примітки |
| ---- | ------------- | ------------------ | --------- | -------- |
| 2012 | Louie         | Best Comedy Series | Номінація | [ 30 ]   |
| 2013 | Louie         | Best Comedy Series | Перемога  | [ 30 ]   |
| 2015 | Louie         | Best Comedy Series | Перемога  | [ 30 ]   |
| 2017 | Better Things | Best New Series    | Номінація | [ 30 ]   |